# Phrurolithus similis
Phrurolithus similis är en spindelart som beskrevs av Banks 1895. Phrurolithus similis ingår i släktet Phrurolithus och familjen flinkspindlar. Inga underarter finns listade i Catalogue of Life.